# Atascaburras

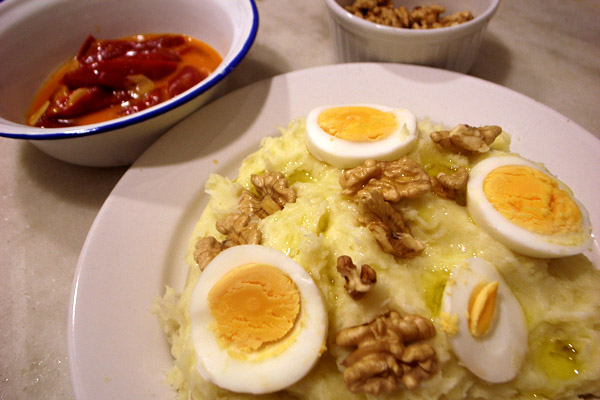
Atascaburras servido con sus rodajas de huevo duro

El atascaburras, a veces denominado como ajo mortero (algunos lo identifican con el bacalao al ajoarriero o el mazamorro), es un plato español típico de La Mancha, que se come preferentemente cuando nieva. Es tradicional de lugares fríos, soliéndose comer tras la caída de las primeras nevadas del invierno; incluso se dice que para que salga bueno, debe usarse nieve derretida para cocerlo. Las exquisitas y pequeñas nueces de la sierra se añaden para adornar y completar un plato nutritivo. Dicen los lugareños que como casi todos los platos de campo, es mejor no usar platos y comer directamente del mortero.[cita requerida]

## Historia
Cuentan que los creadores de este plato manchego fueron dos pastores que se quedaron aislados tras una nevada, y que sin otra posibilidad que añadir a un cocido nada más que unas patatas y unas espinas de bacalao, al ver que no era consistente vertieron el aceite de oliva y lo machacaron fuertemente para evitar las durezas de las espinas del bacalao. Tras comerlo dijeron a la comunidad que es una comida que «harta hasta a las burras» y se dice que de ahí le viene el nombre. Se saben referencias escritas del plato desde el siglo XVII. Cuando un burro se quedó atascado en el barro manchego (muy arcilloso) al meter y sacar las patas, se produce un sonido muy parecido al que se produce al mezclar en el mortero las patatas, el ajo y el bacalao. De ahí el nombre.

## Características
El plato contiene diversos ingredientes fáciles de obtener en un pueblo aislado por la nieve, como puede ser el bacalao en salazón (desalado en abundante agua la noche previa), las patatas cocidas y desmenuzadas, el aceite de oliva, el ajo, huevo o solo yemas, y las nueces, en este caso opcionales. Durante la elaboración se van machacando los ingredientes, añadiéndose en su caso el caldo de cocer el bacalao, o el aceite de oliva, de tal forma que su textura final sea la de un puré con la textura correcta.
Se sirve adornado con nueces, y aunque no es tradicional, se emplean gajos (y en ocasiones rodajas) de huevo cocido como decoración. En algunos lugares se come con abundante pan de hogaza remojando la salsa.